# Centre de Documentació i Recerca de la Cultura Tradicional i Popular
El Centre de Documentació i Recerca de la Cultura Tradicional i Popular (CDRCTP), és un centre de documentació creat l'any 1983, que forma part del Servei de Recerca i Protecció de la Direcció General de Cultura Popular i Associacionisme Cultural.
Amb la creació d'aquest Centre, el Departament de Cultura de la Generalitat de Catalunya assumia l'acord unànimement adoptat en el Primer Congrés de Cultura Tradicional i Popular (Barcelona-1981/Girona-1982). Es buscava crear una estructura integradora, dedicada a fer i a fomentar la recerca en el camp de la cultura tradicional i popular i a formar un arxiu d'abast nacional amb tota mena de documentació especialitzada, escrita i audiovisual. Inicialment, el Centre formava part de la Direcció General de Difusió Cultural. A partir de l'any 1988, però, amb la reforma del Departament de Cultura, va quedar adscrit a la Direcció General del Patrimoni Cultural.
El Centre de Documentació i Recerca de la Cultura Tradicional i Popular té com a objectius la recerca, inventari, conservació i difusió del patrimoni etnogràfic de Catalunya. En la seva denominació s'engloben tres entitats diferenciades: la Biblioteca de Patrimoni Etnològic, l'Arxiu de Patrimoni Etnològic i la Fonoteca de Música Tradicional Catalana (FMTC). Com a centre de documentació s'adreça a un públic especialitzat amb unes necessitats d'informació molt específiques, el qual està format en la seva majoria per investigadors en folklore i etnologia, experts o col·leccionistes en imatgeria popular, etnomusicòlegs, historiadors, antropòlegs i altres perfils d'investigadors relacionats. La Biblioteca del CDRCTP recull més de 9000 documents estructurats en llibres, beques, premis nacionals d'etnologia Joan Amades, fulletons, catàlegs i biografies, un fons multimèdia i l'hemeroteca, amb més de cent revistes.